# 地中海 (电影)
《地中海》是一部意大利电影，获1991年大卫奖和1992年奥斯卡金像奖最佳外语片奖。

## 劇情
影片讲述1941年一个由8人组成的小分队在中尉的带领下乘船登上了爱琴海中的卡斯泰洛里佐岛执行任务。8人中只有中士是真正的军人。他们上岛时没有道到任何武装力量的抵抗。但后来他们的船被烧掉，无线电又失灵。令人欣慰的是岛上平安无事，他们又远离战事，逐渐和居民亲密融洽，日益“非军事化”。一天一个驾机来到的飞行员告诉他们，战争已经结束。接着英国人来接他们回意大利。但并不是所有人都愿意回去。勤务兵已在当地结婚，中士也作出了远离祖国的决定。半个世纪后，中尉故地重游，与老友们重逢。

## 爭議
該片被批評美化意大利對希臘的入侵。

## 外部連結
- 互联网电影数据库（IMDb）上《地中海》的资料（英文）
- 豆瓣电影上《地中海》的資料 （简体中文）
- 爛番茄上《地中海》的資料（英文）